# Houy (fils royal de Koush)
Pour les articles homonymes, voir Houy.
Houy est fils royal de Koush durant le règne de Ramsès II. 
Houy est également maire de Tjarou et messager royal auprès des Hatti.
Ses autres titres sont :
- Maître d'écurie de la résidence de Ramsès II,
- envoyé royal dans tous les pays étrangers,
- surintendant des terres désertiques du sud,
- porte-fanfare de la main droite du roi.

Selon une inscription, il a escorté la reine Maâthornéferourê du Hatti jusqu'en Égypte.

## Sources
Houy est connu par plusieurs sources :
- une inscription près d'Assouan, le long de la route antique, inscription à côté d'un cartouche du roi ;
- à Sehel, sur des fresques :
  - il apparaît deux fois en compagnie de Ramsès II ;
  - il adore le cartouche royal ; le roi offre au Khnoum et à l'Anuqet ;
  - il se présente devant le roi assis ;

D'autres attestations de Houy apparaissent à la forteresse de Bouhen et en Basse-Nubie :
- à Bouhen :
  - il apparaît avec le vice-roi Hékanakht sur le montant d'une porte ; la scène est endommagée et le seul titre visible de Houy est celui de porte-fanion ;
  - il apparaît avec le maire Pen-Méhy sur un linteau ;
- en Basse-Nubie :
  - une stèle — actuellement à Berlin (17332) et originaire de Basse-Nubie —, montre Houy assis ; il reçoit des offres du dessinateur Khéty, et de son fils Paser ; le texte fait état de plusieurs de ses titres, et du fait qu'il s'est rendu à Hatti pour escorter la reine Maâthornéferourê.

Son successeur est Sétaou. 